# The Aces

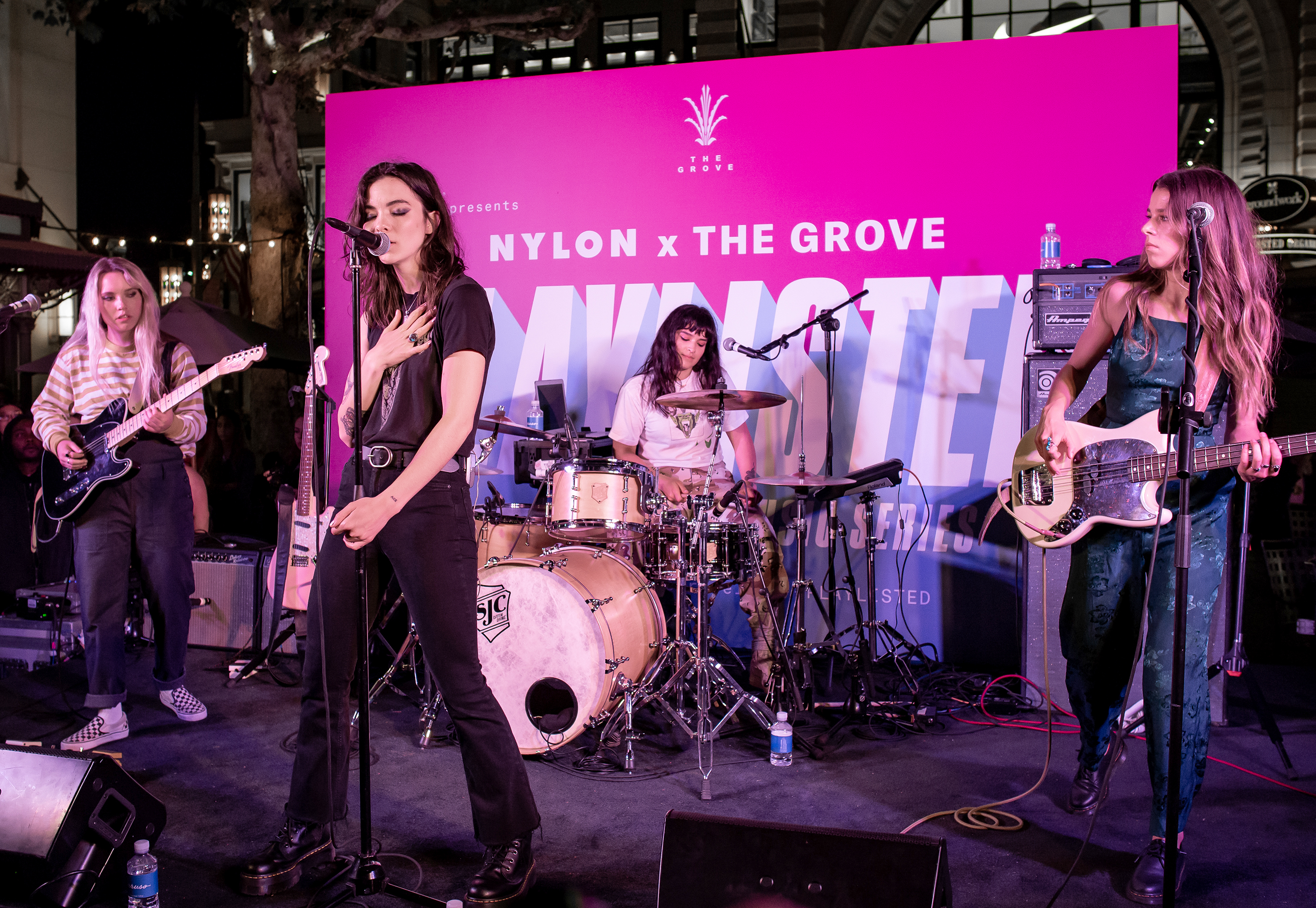
The Aces (The Grove em Los Angeles, Califórnia, 25 de Maio de 2018)

The Aces (anteriormente The Blue Aces) é uma banda americana de rock alternativo, formada em Provo, Utah. A banda tem quatro membros: a guitarrista Katie Henderson, a baixista McKenna Petty, a baterista Alisa Ramirez, e a vocalista e guitarrista Cristal Ramirez. 
Seu primeiro single como The Aces, "Stuck", foi lançado em 2016, chegando a #38 na parada de músicas alternativas da Billboard no final de 2017.  O segundo single, "Physical", foi lançado em 2017 antes do EP de estreia, I Don’t Like Being Honest.  A banda está assinada com a Red Bull Records.
Seu primeiro álbum, When My Heart Felt Volcanic, foi lançado em 6 de abril de 2018. The Aces trabalharam com seis produtores nos discos, mas Dan Gibson e Simon Oscroft foram particularmente influentes, estando envolvidos em metade do material. The Aces se juntou ao 5 Seconds of Summer para sua turnê Meet You There, em apoio ao seu último lançamento do álbum, Youngblood (2018). Após essa turnê, elas embarcaram em sua própria turnê norte-americana em apoio ao When My Heart Felt Volcanic, a Waiting For You Tour.

## Carreira

### Origem
A jornada do The aces começou há cerca de 13 anos, quando as irmãs Cristal e Alisa Ramirez tinham 8 anos. Embora nenhuma das irmãs pudesse determinar exatamente quando suas visões de carreira musical começaram, as irmãs Ramirez foram criadas em uma casa que amava música, onde seu pai dançava salsa com elas e sua mãe amava artistas pop dos anos 80 como Whitney Houston e Michael Jackson.  Com muito interesse, elas começaram a tocar juntos enquanto estudavam e tomavam notas de suas bandas favoritas no YouTube.
Numa época de Natal, as irmãs pediram à sua melhor amiga, McKenna Petty, que pedisse um baixo para o Natal. Logo depois, o trio, todo autodidata, formou o The Blue Aces. Elas começaram a tocar na garagem do vizinho. Não foi até 2008 que a banda foi formada oficialmente quando a amiga de Petty, Katie Henderson, se juntou ao grupo.  Coletivamente, o The Aces começou a aprimorar seus talentos e obter sua visibilidade durante o ensino médio, enquanto se apresentava em bares. Ao longo dos anos, à medida que expandiram sua presença na cena musical local, foram listados nas "10 melhores bandas de Provo" da Provo Buzz e "10 melhores bandas de Utah que você deveria conhecer" pela Paste Magazine.  Em 2014, as meninas decidiram seguir uma carreira musical profissionalmente depois de assistir a cantora de 18 anos, a compositora Lorde ganhar seu primeiro Grammy. 
Sem vínculos com a indústria, as meninas começaram sua busca por conexões profissionais, começando por trabalhar com produtores talentosos. Particularmente a chave para se agitar em torno deles, a gravadora logo os chamou. Em 2016, a Red Bull Records os assinou.

### The Blue Aces
Katie Henderson, McKenna Petty, Alisa Ramirez e Cristal Ramirez começaram como The Blue Aces em 2012, quando lançaram música como uma banda pop cristã. Elas lançaram dois EPs como The Blue Aces antes de mudarem de nome para The Aces.

### 2016-2017: Estreia
Em 2016, elas lançaram seus singles, Volcanic Love e Stuck, de forma independente. Suas músicas anteriores eram "mais rockeiras" e "mais simples", como no EP de 2014, "Gave You My Heart", no entanto, acabaram sucumbindo a um amor compartilhado pela nova onda pop dos anos 80. O lançamento de "Stuck" como single para a banda provou ser um grande avanço. Logo depois, o The Aces assinou contrato com a Red Bull Records e a banda embarcou em sessões de composição e gravação.
Em 23 de junho de 2017, o EP de estreia da banda, I Don't Like Being Honest, foi lançado. Seu single de estreia, "Stuck", causou muita repercussão ao chegar ao número 38 na parada de músicas alternativas da Billboard. Muito sucesso ocorreu depois que seu hit impactou o rádio alternativo e elas conquistaram o SXSW atuando em Nylon, Noisey, Feedback House de Rachael Ray e SX Invasion da Quantum Collective. Durante o resto de 2017, o The Aces se viu dividindo o palco com bandas alternativas populares como Joywave e Portugal, The Man.

### 2018-presente: When My Heart Felt Volcanic
No início de fevereiro de 2018, o The Aces lançou seu próximo álbum de estreia. Para comemorar, elas anunciaram sua turnê com a banda indie pop, COIN. Dois meses depois, em 6 de abril de 2018, o The Aces lançou seu tão aguardado álbum de estreia, When My Heart Felt Volcanic. Em 16 de maio de 2018, a banda garantiu sua primeira apresentação ao vivo na TV no Late Night Show de Seth Meyers.
Após um ano que consistia em lançar seu primeiro álbum, singles, turnês de imprensa, o The Aces anunciou uma turnê conjunta com a banda de pop rock, 5 Seconds of Summer. Pouco depois, elas anunciaram suas primeiras turnês de destaque nos EUA e na Europa, a Waiting For You Tour. 
Em meados de 2019, a The Aces estavam trabalhando em seu segundo álbum.

## Membros da banda
The Aces consiste em Katie Henderson, McKenna Petty, Alisa Ramirez e Cristal Ramirez. A banda começou enquanto todas estavam juntas na escola. As irmãs Cristal e Alisa Ramirez, juntamente com suas melhores amigas, decidiram começar a transformar sua música em uma carreira.
- Cristal Ramirez - Vocais Principais e Guitarra
- Katie Henderson - Guitarra e Vocais
- McKenna Petty - Baixo e Vocais
- Alisa Ramirez - Bateria e Vocais

## Estilo Musical, Influências e Status da Banda
The Aces citaram bandas como Queen, Paramore, Earth Wind and Fire, The 1975, The Beatles e Depeche Mode, além de artistas icônicos como Whitney Houston, Michael Jackson, Jimi Hendrix, Joan Jett e muitos mais como aqueles que não influenciaram apenas sua música, mas também sua identidade. 
O estilo musical do The Aces foi descrito como Indie Pop e Alternative Pop. Elas são uma banda feminina e os membros expressaram o desejo de quebrar a ideia do gênero "girl band / girl group". A mídia costuma olhar primeiro para o gênero, e não para a música, quando se refere ao The Aces, como no caso de KUTV. Em primeiro lugar, elas querem ser vistos como uma banda sem as conotações do que significa ser uma mulher especialmente, uma banda feminina na indústria da música. Cristal Ramirez disse em entrevista ao Capitol Sound DC, "somos apenas uma banda! Não vejo por que as pessoas têm que ver o gênero o tempo todo e fazer disso uma coisa. Mas, ao mesmo tempo, é único e é uma força nossa que somos todas mulheres. Queremos inspirar outras garotas e conseguimos isso o tempo todo - fãs chegando até nós e dizendo 'oh meu Deus, vocês são tão inspiradoras que quero estar na indústria da música' ou 'Eu quero começar uma banda.' 

## Discografia

### Álbuns
| Título                      | Lançamento         |
| --------------------------- | ------------------ |
| When My Heart Felt Volcanic | 6 de Abril de 2018 |
| Under My Sense              |                    |

### EPs
| Título                    | Lançamento          | Observação         |
| ------------------------- | ------------------- | ------------------ |
| The Blue Aces             | 11 de maio de 2012  | como The Blue Aces |
| Gave You My Heart         | 18 de abril de 2014 | como The Blue Aces |
| I Don't Like Being Honest | 23 de junho de 2017 |                    |

### Singles
| Título            | Lançado                 |
| ----------------- | ----------------------- |
| Stuck             | 7 de maio 2016          |
| Physical          | 7 de abril de 2017      |
| Baby Who          | 18 de maio de 2017      |
| Touch             | 9 de junho de 2017      |
| Stuck (RAC Remix) | 22 de setembro de 2017  |
| Fake Nice         | 24 de janeiro de 2018   |
| Volcanic Love     | 14 de fevereiro de 2018 |
| Lovin' is Bible   | 23 de fevereiro de 2018 |
| Just Like That    | 8 de março de 2018      |
| Waiting For You   | 22 de março de 2018     |

### Clipes
| Título        | Lançamento          | Diretor                      |
| ------------- | ------------------- | ---------------------------- |
| Stuck         | 23 de junho de 2016 | Alisa Ramirez                |
| Physical      | 19 de abril de 2017 | Charlotte Rutherford         |
| Baby Who      | 27 de julho de 2017 | Alisa Ramirez                |
| Volcanic Love | 14 de abril de 2018 | Nico Poalillo, Alisa Ramirez |
| Last One      | 23 de julho de 2018 | Alisa Ramirez                |

## Turnês

### Headlining
- Waiting For You Tour (2019) (United States)

### Abrindo
- Joywave- Thanks. Thanks For Coming (2017)
- COIN - The North American Tour (2018)
- 5 Seconds of Summer - Meet You There Tour (2018)